# Лаврентьева, Ольга Александровна
Ольга Александровна Лаврентьева (род. 6 декабря 1986, Ленинград, СССР) — российская художница, комиксистка, автор графических романов.

## Биография
Родилась в Ленинграде в 1986 году. Окончила факультет искусств СПбГУ: в 2009 году получила диплом бакалавра по направлению «Графический дизайн», в 2011 году — диплом магистра по направлению «Дизайн среды».
В 2013 году стала членом Санкт-Петербургского Союза Художников, постоянный участник выставок графики и рисованных историй в России, Финляндии, Швейцарии, Норвегии, США, Венгрии и Польше. Работы Ольги выставлялись на фестивалях «Бумфест», «КомМиссия», Fumetto, Barents Spektakel, Международном фестивале комиксов в Лодзи. 

## Творчество
В 2014 году вышла первая документальная книга ограниченным тиражом «Процесс двенадцати». Графический роман посвящен судебному заседанию над петербургскими активистами из незарегистрированной партии «Другая Россия», которые обвинялись в возобновлении, организации и участии в деятельности запрещенной Национал-большевистской партии (НБП). Ольга присутствовала на заседаниях суда и фиксировала происходящее — в зале суда она сделала 70 иллюстраций, который позже легли в основу комикса.
После дебютного успеха Ольга выпустила серию полудокументальных и полуабстрактных комиксов о самых безумных попытках основать свою страну в современном мире «Непризнанные государства. Одиннадцать историй о сепаратизме».
Третьим романом стала история, показывающая 90-е годы глазами подростков «ШУВ. Готический детектив в восьми главах, с прологом и эпилогом», в основу которого лег детский комикс, который Ольга, будучи ребенком, рисовала вместе со своим братом.

### Сурвило
В 2019 году в издательстве «Бумкнига» был опубликован биографический роман «Сурвило», в котором Лаврентьева рассказывает историю жизни своей бабушки Валентины Викентьевны Сурвило. Валентина Сурвило прошла все перипетии советского времени — в 1937 году ее отца репрессировали, а семью выселили из квартиры и отправили в ссылку в Башкирию. Валентина вернулась в Ленинград в 1940 году и поступила в Ленинградский историко-архивный техникум. Во время блокады девушка работала санитаркой в тюремной больнице НКВД им. Газа.
На сбор материалов для комикса у Ольги ушло пять лет — она интервьюировала бабушку, изучала семейные и городские архивы, в том числе и архивы ФСБ относительно дела ее прадеда, который, как оказалось, был расстрелян в 1937 году.
Роман получил высокие оценки среди критиков. По мнению Алексея Павловского, исследователя памяти о блокаде Ленинграда, «как и всякий великий комикс, роман Лаврентьевой требует медленного чтения и глубокого — как минимум пятикратного — перечитывания, чтобы читатель мог осознать всю сложность графического и комиксного исполнения и громадный объем перекличек и параллелей».
По версии портала Афиша Daily, роман вошел в десятку лучших книг 2019 года.
В 2021 году сюжет комикса лег в основу спектакля «Дым», который был поставлен в тюменском Молодёжном театральном центре «Космос».

### Графические романы
- Процесс двенадцати (2014)
- Непризнанные государства. Одиннадцать историй о сепаратизме (2015)
- ШУВ (2016)
- Сурвило (2019)
- Пятьдесят лет любви (в соавторстве с Виталием Терлецким и Алексеем Хромогиным — 2020)